# 脊柱後凸
脊柱後凸（kyphosis）俗稱駝背，粤语寒背，是脊柱在额面的某一部分向后偏离中线的脊柱畸形，属于一種常見的後背隆起的脊柱疾病。有多種原因會導致脊柱後凸，如关节炎，發育不良，坐立姿勢不正確等。最常发生于胸部，可能对心肺功能造成影响。

## 治療

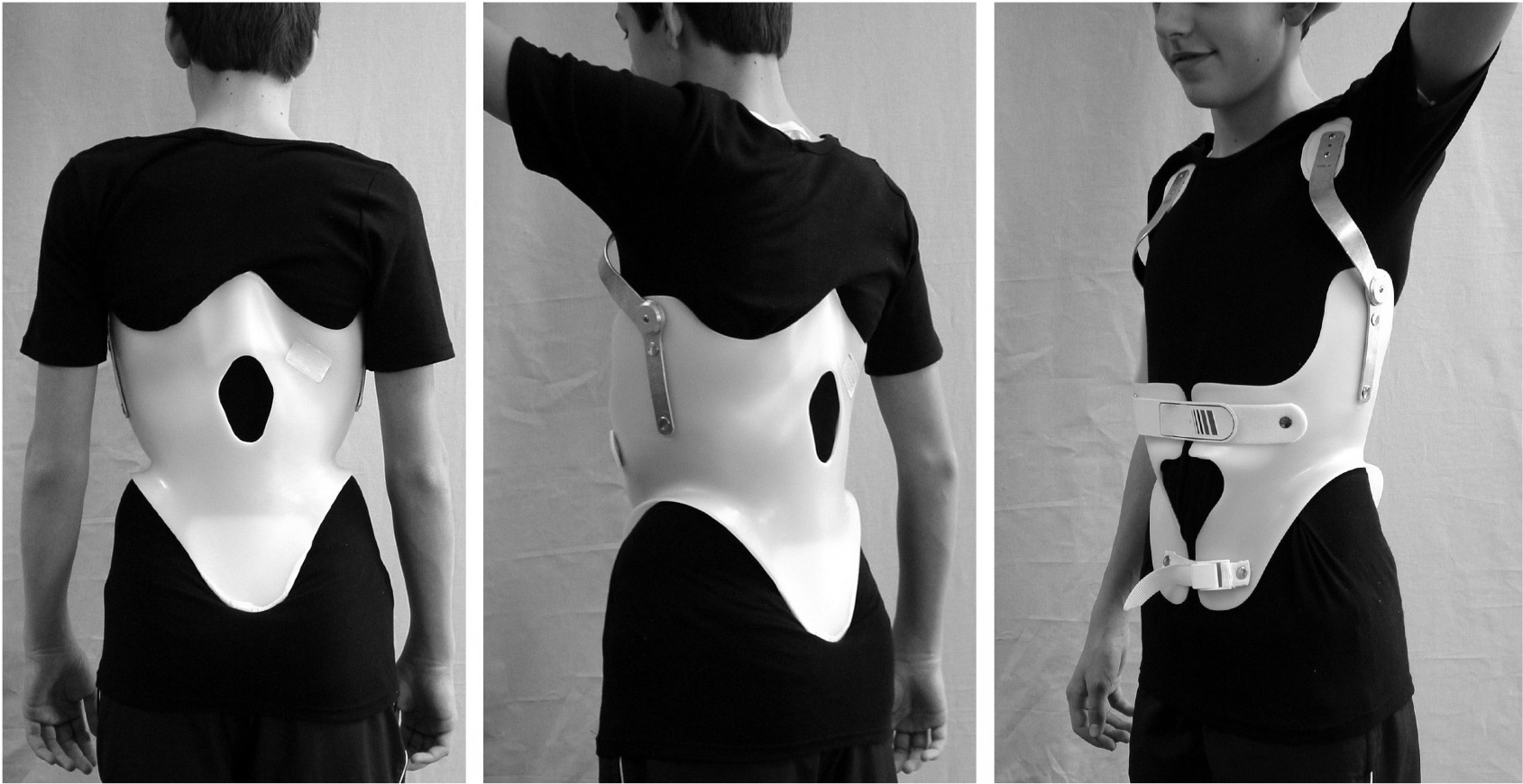
現代的矯正帶

背部矯正帶是一種較有效的治療方法

利用運動改善駝背 （页面存档备份，存于）-伸展運動及背肌訓練